# Acleris forsskaleana
Acleris forsskaleana là một loài bướm đêm thuộc họ Tortricidae. Nó được tìm thấy ở châu Âu trong các khu rừng và vườn.
Sải cánh dài 12–17 mm. Loài bướm đêm này thấy từ tháng 6 đến tháng 9 từ lúc chạng vạng trở đi.
Loài cây chúng hay ăn là phong thường (Acer campestre), trong khi ấu trùng có thể thấy ở cây thích Nauy (Acer platanoides).

## Hình ảnh

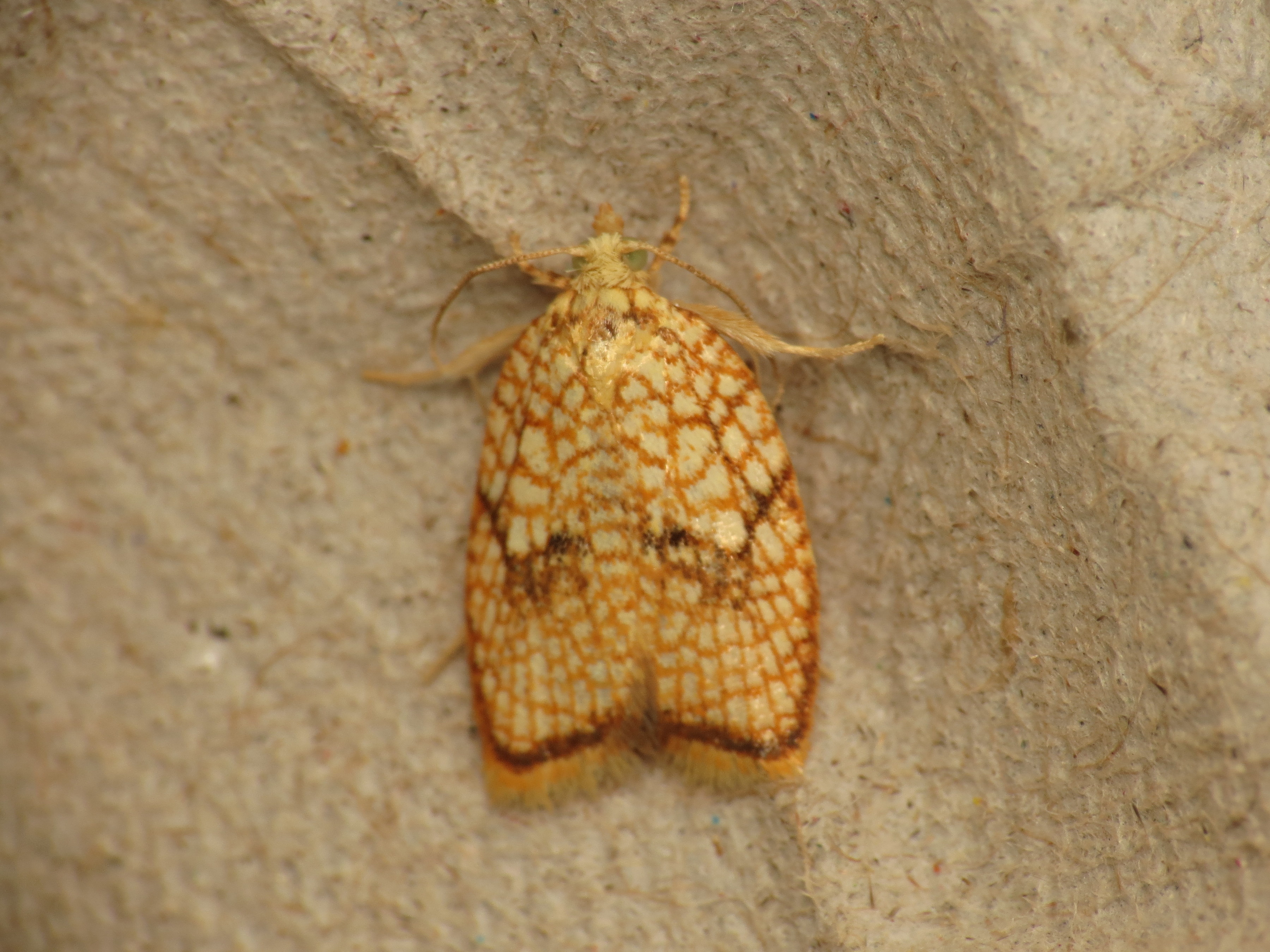
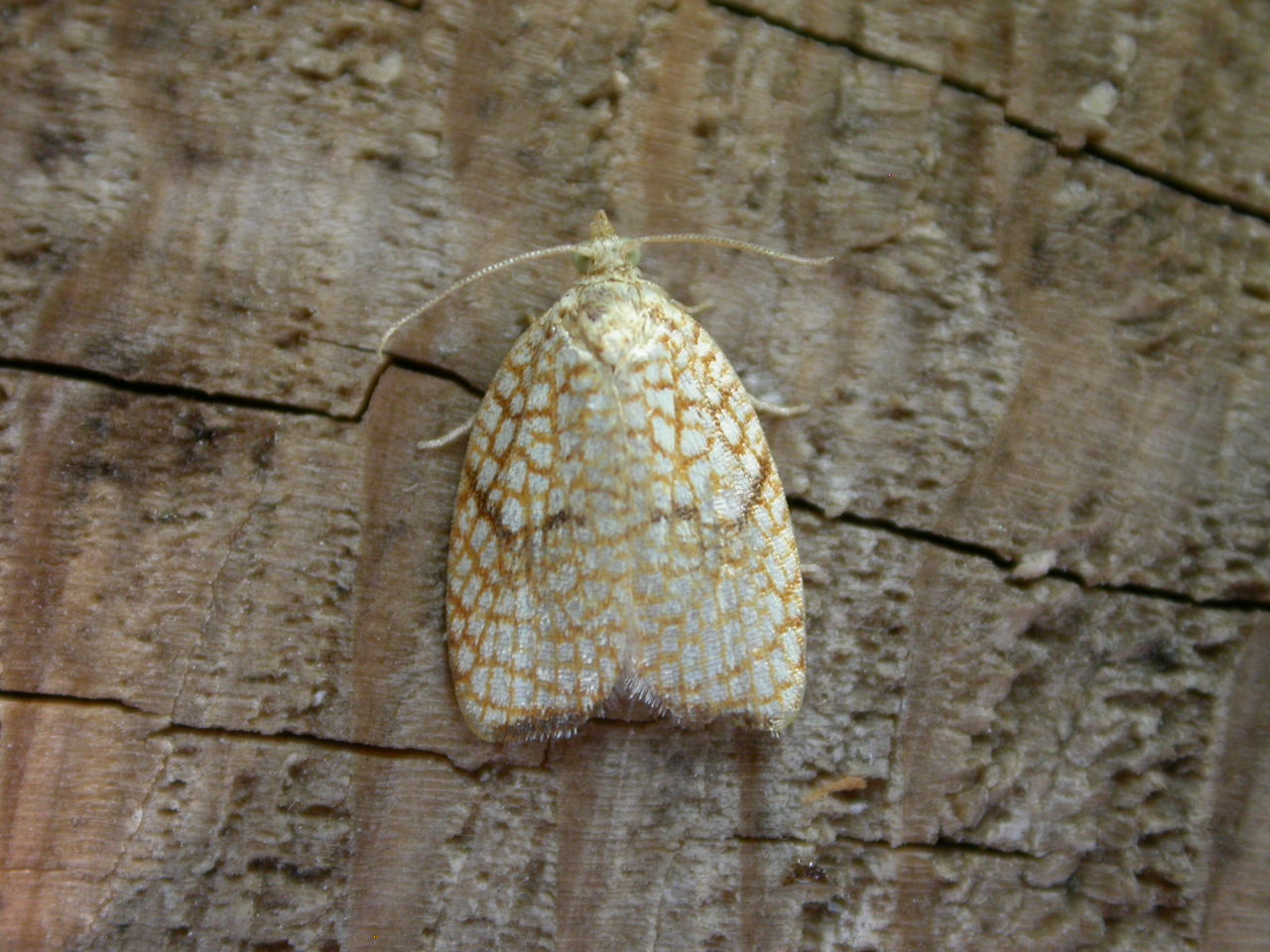
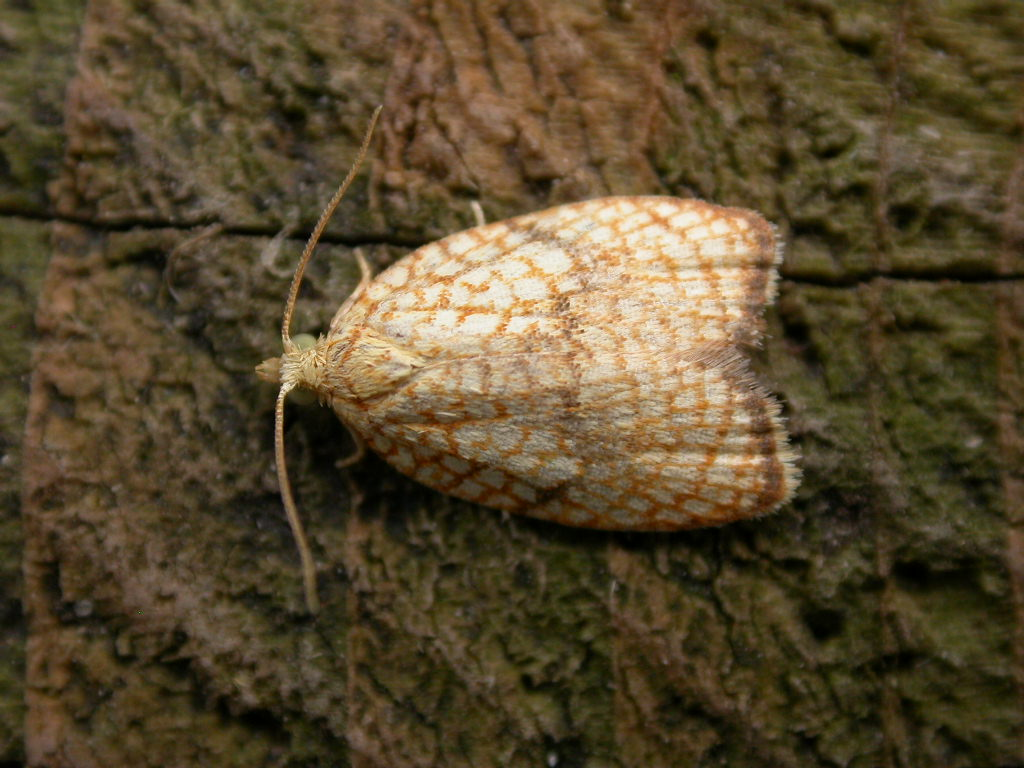
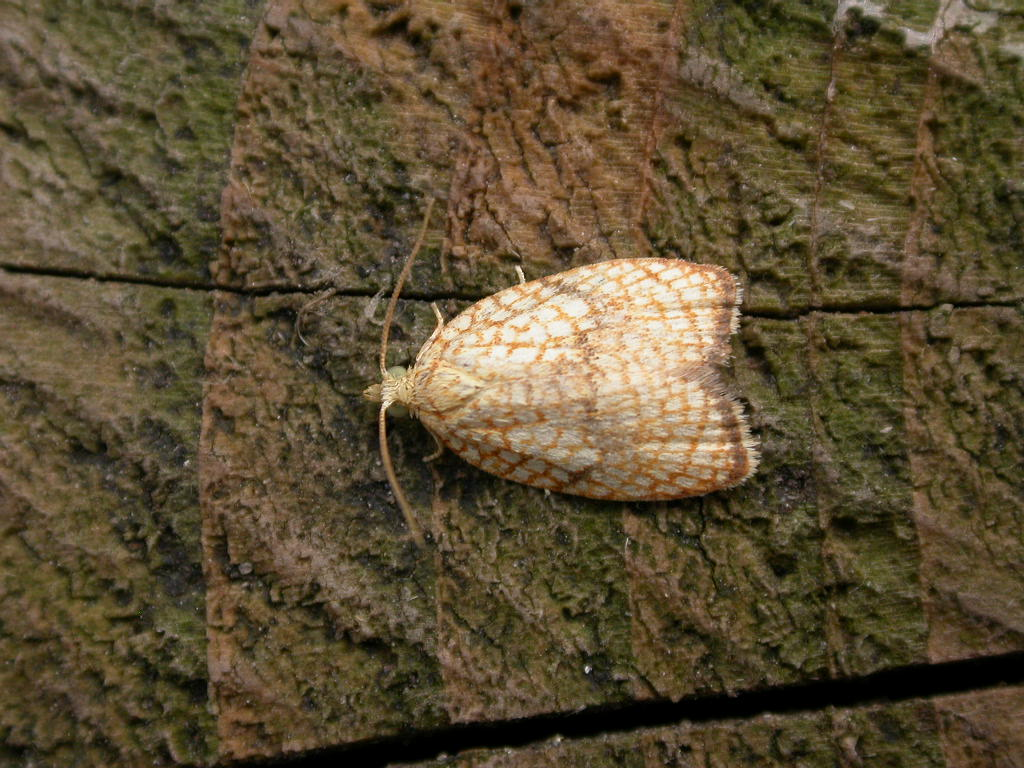
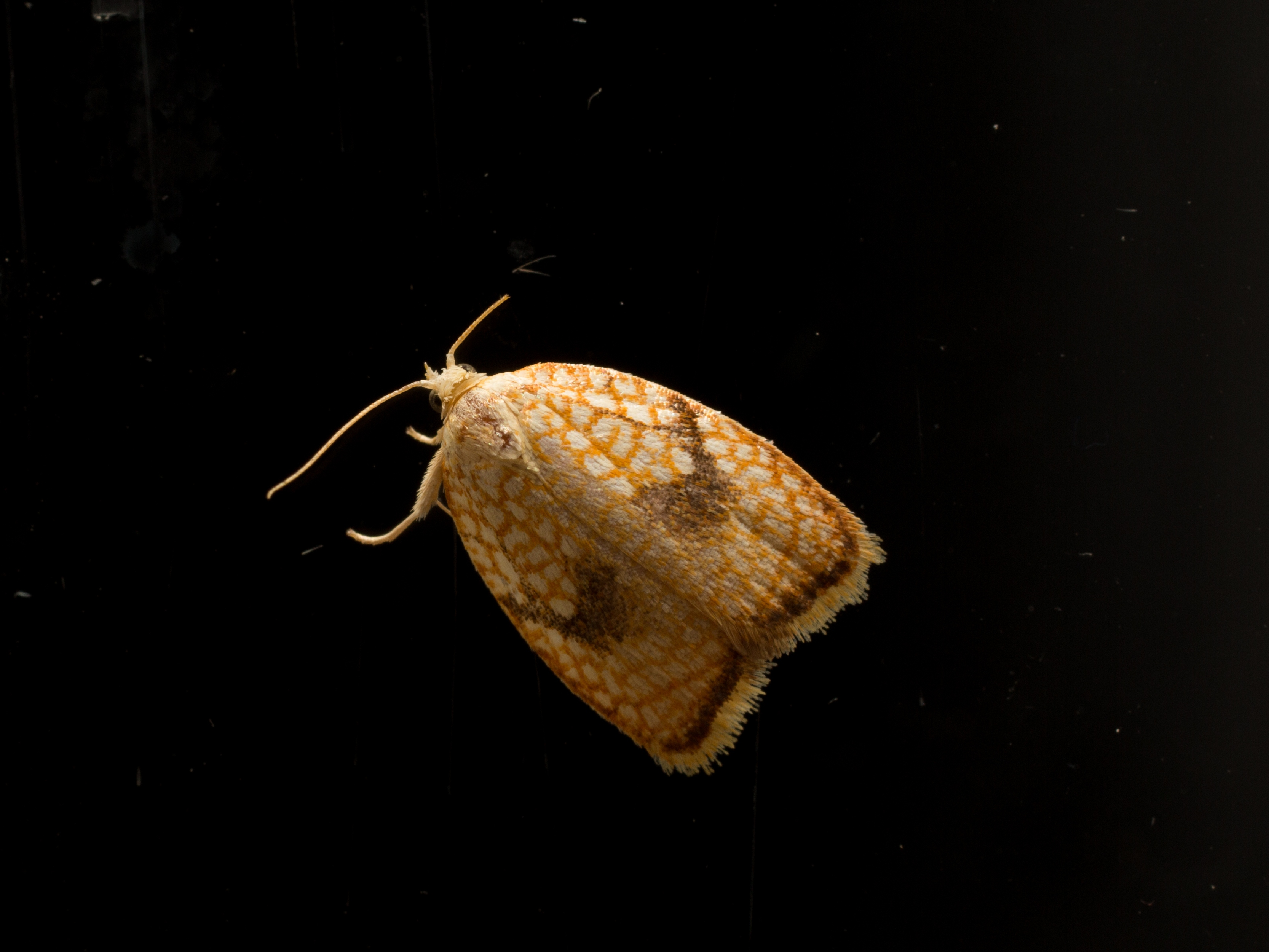